# Salisbury District
Salisbury war ein District in der Grafschaft Wiltshire in England. Er war nach der Stadt Salisbury, die auch Verwaltungssitz war, benannt. Weitere bedeutende Orte waren Alderbury, Amesbury, Bulford, Durrington, Redlynch, Winterslow und Wilton (der ehemalige Hauptort der Grafschaft). Das überlieferte Stadtrecht von Salisbury erstreckte sich lediglich auf etwa einen Sechzigstel des gesamten Gebiets. Bei Amesbury befindet sich das weltberühmte Stonehenge.
Der Bezirk wurde am 1. April 1974 gebildet und entstand aus der Fusion der Municipal Boroughs New Sarum (Salisbury) und Wilton sowie der Rural Districts Amesbury, Mere and Tisbury und Salisbury and Wilton.
Am 1. April 2009 wurden neben Salisbury auch alle weiteren Districts in Wiltshire abgeschafft und in der neuen Unitary Authority Wiltshire vereinigt.